# باول جولي
باول جولي هو لاعب كرة قدم فرنسي، ولد في 7 يونيو 2000.